# Трибунат
Трибуна́т (фр. le Tribunat) — один из четырёх правящих органов во Франции по конституции 1799 года, существовавший в период Консулата и начала I империи; учреждение из 100 членов, разделявшее с законодательным корпусом законодательную власть; два прочих органа — Государственный совет и Охранительный сенат. Первым президентом был историк Пьер Дону́ (1761—1840); но его независимость была неугодна Наполеону, сменившему президента в 1802 году. Трибунат был уничтожен в 1807 году.

## Состав
Трибунат — по французской конституции 22-го фримера VIII г. республики (1799 г.) был создан для обсуждения и критики законопроектов. Он состоял из ста человек, в возрасте не менее 25 лет, назначаемых сенатом из числа лиц, внесённых в национальный список избирательного права. Состав Трибуната должен был возобновляться по частям: каждый год выходила 1/5 часть общего числа его членов и замещалась новыми, причем допускалось переизбрание выходящих неопределенное число раз, пока они числятся в национальном списке. Первое возобновление Трибуната должно было произойти лишь в Χ году республики.
Члены Трибуната получали жалованье в 15 тысяч франков.

## Функции
Трибунат обсуждал проекты законов, предложенные ему правительством, затем голосовал за их принятие или отклонение, но лишь целиком, без поправок. Постановление Трибуната не имело для судьбы проекта решающего значения: законодательный корпус мог принять проект, забракованный Трибунатом, после чего он становился законом.
Трибунат посылал в законодательный корпус трёх лиц из своей среды, для изложения перед ним мотивов мнения, высказанного трибунатом. Трибунат имел право доводить до сведения сената о противоконституционных актах законодательного корпуса или правительства, а о противоконституционных и противозаконных действиях министров сообщать законодательному корпусу, от которого зависело предание их суду. Наконец, Трибунат мог выражать свои пожелания относительно издания новых законов или отмены
существующих, относительно устранения разного рода злоупотреблений и введения улучшений в разные отрасли управления; но эти пожелания ни к чему не обязывали другие власти. Трибунату принадлежало право предлагать по одному кандидату на каждое сенаторское место (два других кандидата предлагались первым консулом и законодательным
корпусом).
На время перерыва заседаний Трибунат. мог назначать комиссию из 10 — 15 членов его, которая должна была созывать Трибунат, когда находила это нужным. Заседания Трибуната были публичны.

## Оппозиция правительственным проектам
Трибунат открыл свои заседания 1 января 1800 года. С самого начала правительственные проекты встречали в нём живую оппозицию. Так, против административной реформы Наполеона в Трибунате высказалось 25 голосов, а против закона о свободном распоряжении при жизни и по завещанию определённой частью имущества — даже 35 голосов.
Особенно резкой оппозиции правительство могло ожидать при обсуждении проекта конкордата. Ввиду этого Наполеон постепенно ограничивал значение и самостоятельность Трибуната. Сенатус-консульт (решение сената) 22 вантоза X года (13 марта 1802 г.) предоставил решение вопроса о том, кто из членов Трибуната должен был выйти из него в данном году, сенату, который и воспользовался этим правом, чтобы исключить из Трибуната главных членов оппозиции.
Органический сенатус-консульт 16 термидора Χ года (3 августа 1802 г.) уменьшил число членов Трибуната до пятидесяти (снижение это должно было производиться постепенно, до XIII года), ввёл разделение Трибуната на секции и дал сенату право распускать Трибунат, что вело к полному возобновлению его состава.
Органический сенатус-консульт 28 флореаля XII года установил для членов Трибуната десятилетний срок полномочий, возобновление Трибуната пополовинно через каждые 5 лет, назначение председателя Трибуната императором из списка 3 кандидатов, представленных Трибунатом, разделил Трибунат на 3 секции (законодательства, внутренних дел, финансов) и запретил обсуждение законопроектов на общих собраниях Трибуната.
Сенатус-консультом 19 августа 1807 года Трибунат был совсем уничтожен, а его функции перешли к трём комиссиям законодательного корпуса, по семи членов в каждой, избиравшихся самим законодательным корпусом из его среды, посредством закрытого голосования.